# Brockengarten

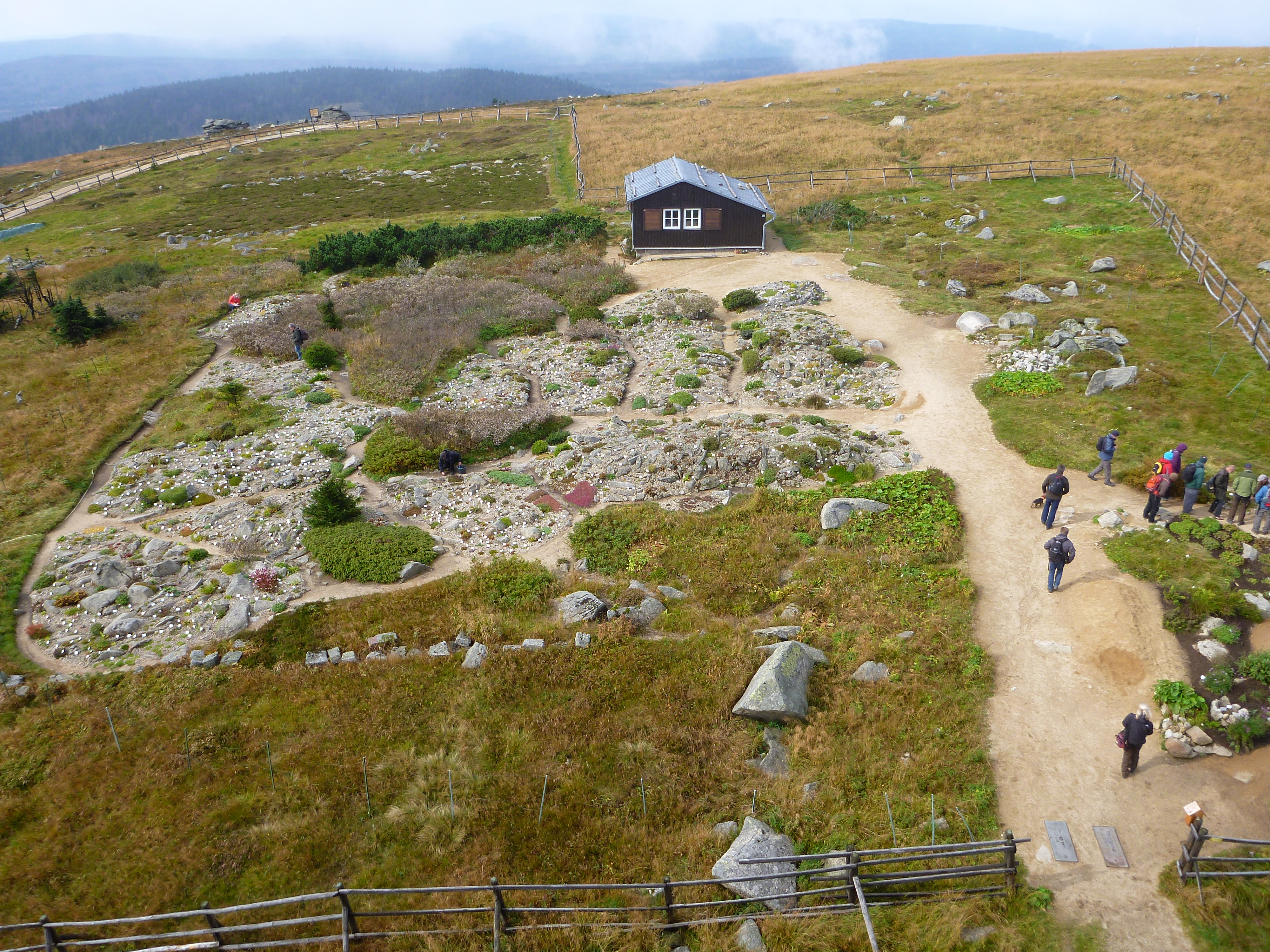
Brockengarten von oben, von der Wetterstation Brocken

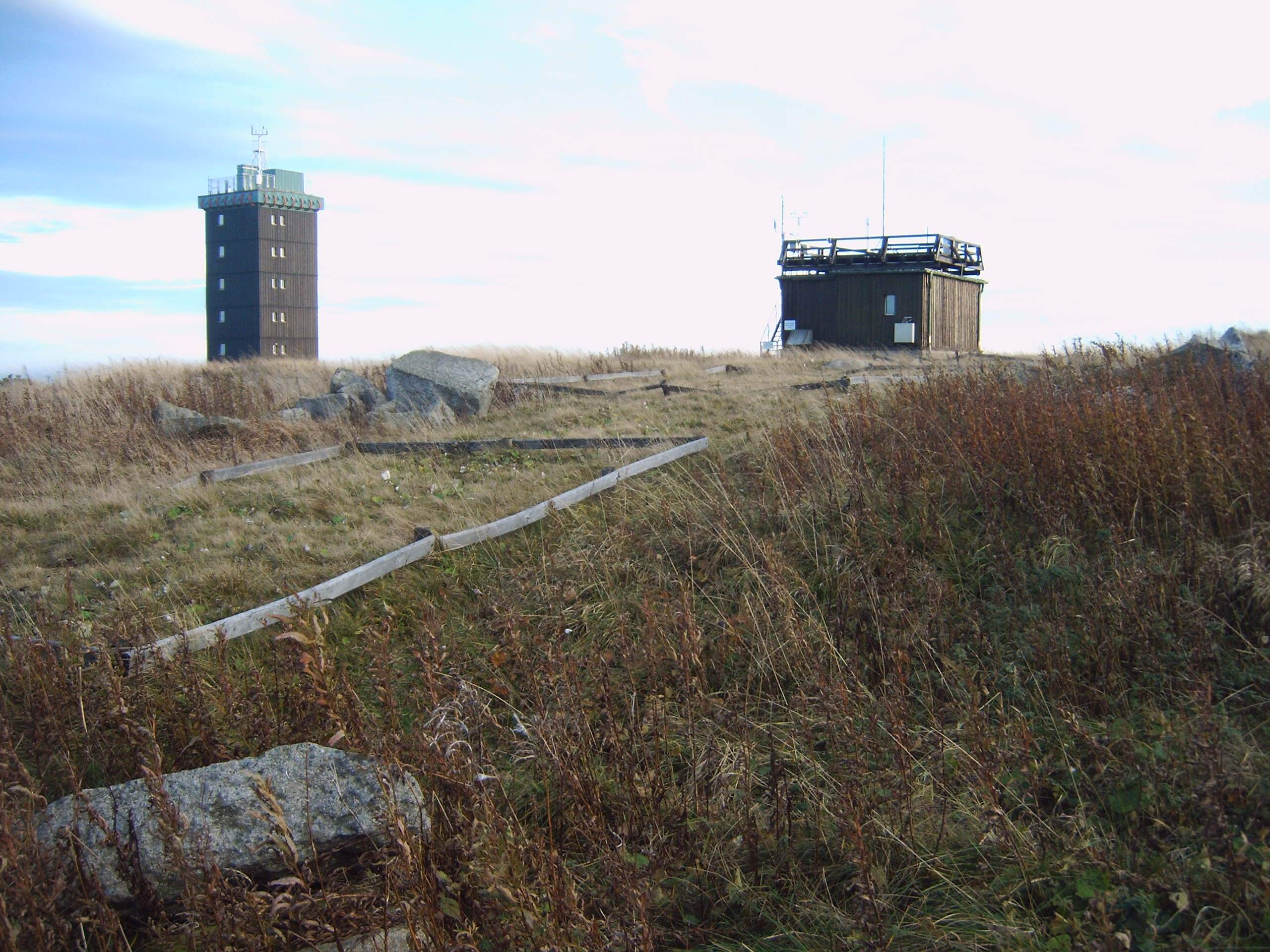
Teil des Brockengartens

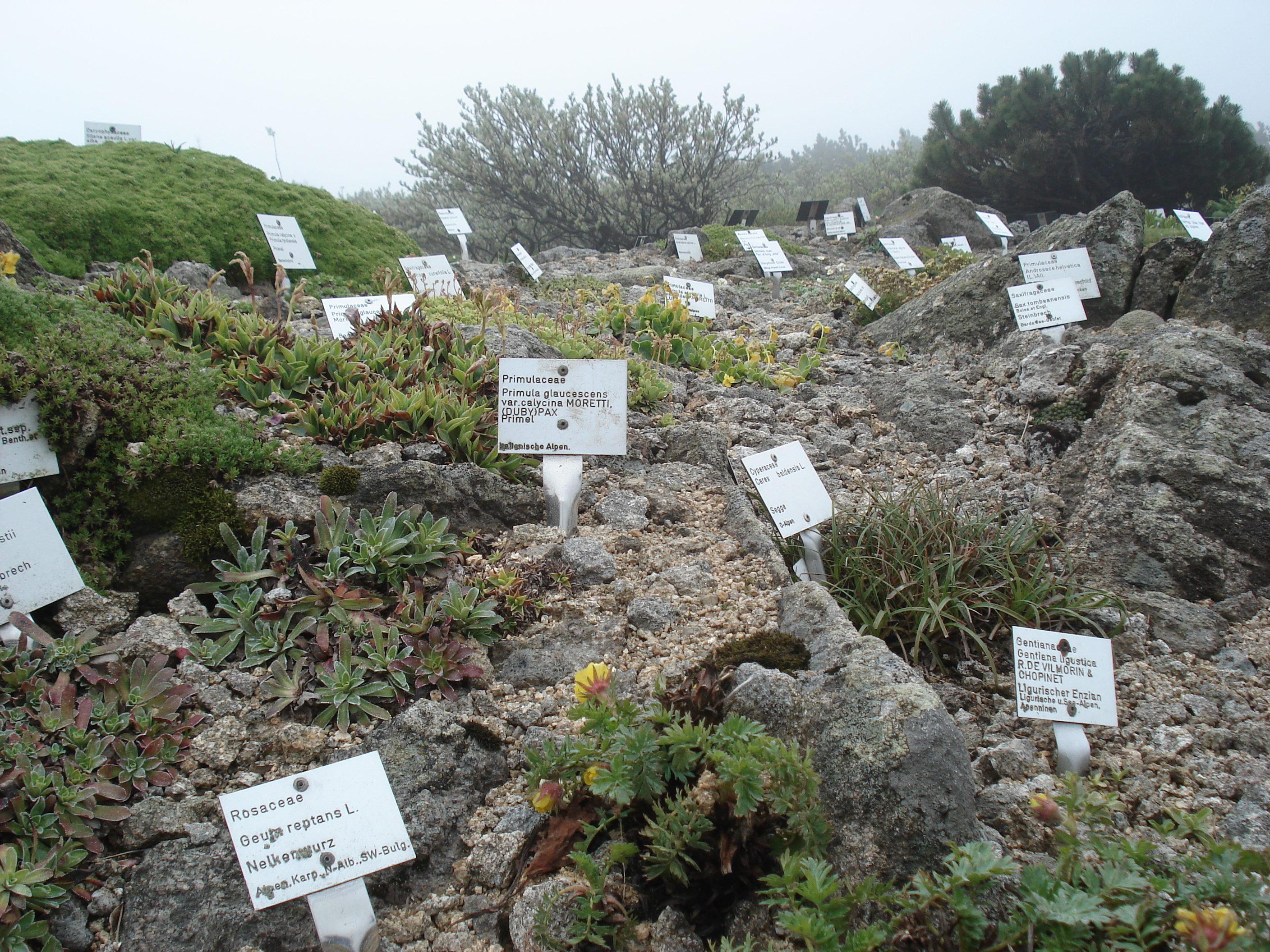
Pflanzen im Brockengarten

Der Brockengarten ist ein botanischer Garten auf dem Gipfel des 1141,2 m ü. NHN hohen Brockens, dem höchsten Berg des Mittelgebirges Harz, und gehört zum Stadtgebiet von Wernigerode im sachsen-anhaltischen Landkreis Harz und zum Nationalpark Harz.
Der Brockengarten bietet einen Bestand von rund 1.500 Pflanzenarten. Darunter befinden sich Arten, die nur im Gebiet des Brockens wachsen, wie die Brockenanemone genannte Kleine Alpen-Kuhschelle oder das Brockenhabichtskraut, vor allem aber alpine Pflanzen wie Weiße Silberwurz oder die Schweizer Weide. Im Alpinum des Gartens sind Pflanzen aus den Hochgebirgsregionen der Welt zu finden, u. a. Alpen, Pyrenäen, Balkan, Kaukasus, Rocky Mountains und Himalaya.

## Geschichte

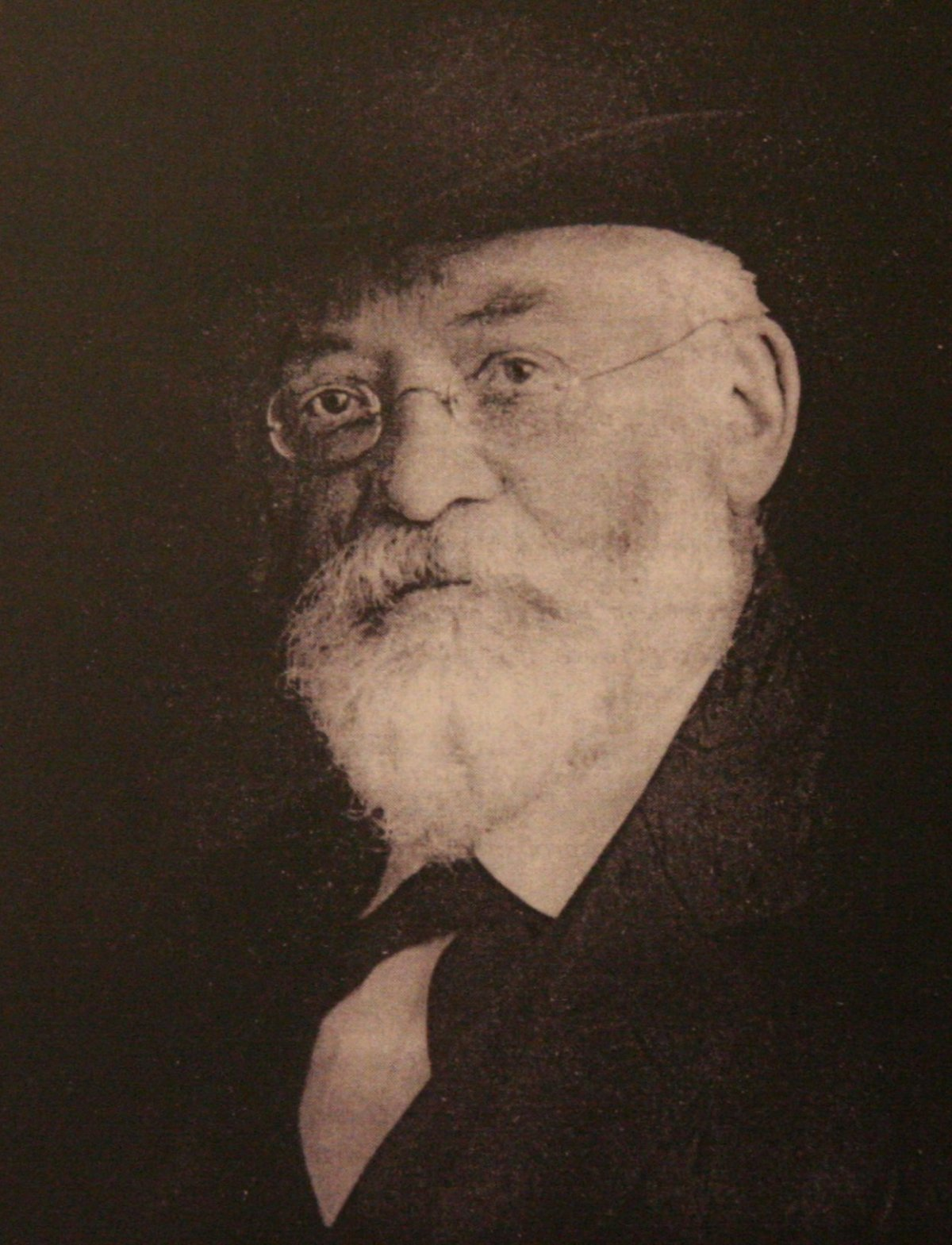
Albert Peter

Nachdem es bereits ab 1760 einen Kräutergarten auf der Heinrichshöhe und ab 1761 einen Garten mit Pflanzen vom Brocken in Schierke gab, wurde der Brockengarten 1890 von Albert Peter mit Genehmigung des Fürsten Otto zu Stolberg-Wernigerode auf dessen Grundbesitz angelegt. Peter war ein Naturforscher und Leiter des Botanischen Gartens Göttingen. Zweck des Versuchsgartens sollte sein, die Anpassungsfähigkeit von Alpenpflanzen an die Bedingungen eines neuen Standortes zu erforschen. Durch seine nördliche, exponierte Lage entspricht der Brockengipfel (1141,2 m) klimatisch der Höhenlage von etwa 1.700 bis 1.900 m in den Schweizer Alpen.
Bis 1945 wurde der Brockengarten von Wissenschaftlern der Universität Göttingen geleitet. In den Jahren 1914 bis 1934 und 1945 bis 1950 waren die Arbeiten kriegs- und krisenbedingt eingestellt. 1950 übernahm die Universität Halle seine Pflege.
Mit der Erklärung des Brockens zur Sperrzone wurde der botanische Garten 1961 für die Öffentlichkeit geschlossen und verlor an Bedeutung. 1971 musste die wissenschaftliche und gärtnerische Betreuung vollständig eingestellt werden. In der Folgezeit eroberten einheimische Pflanzen den Garten größtenteils zurück. Nur etwa 100 der ehemals 1.400 kultivierten Arten konnten 1989 noch gefunden werden. Nach der deutschen Wiedervereinigung wurde der Brockengarten vom Nationalpark Hochharz sowie den Botanischen Gärten der Universitäten Halle und Göttingen gemeinschaftlich wiederaufgebaut.

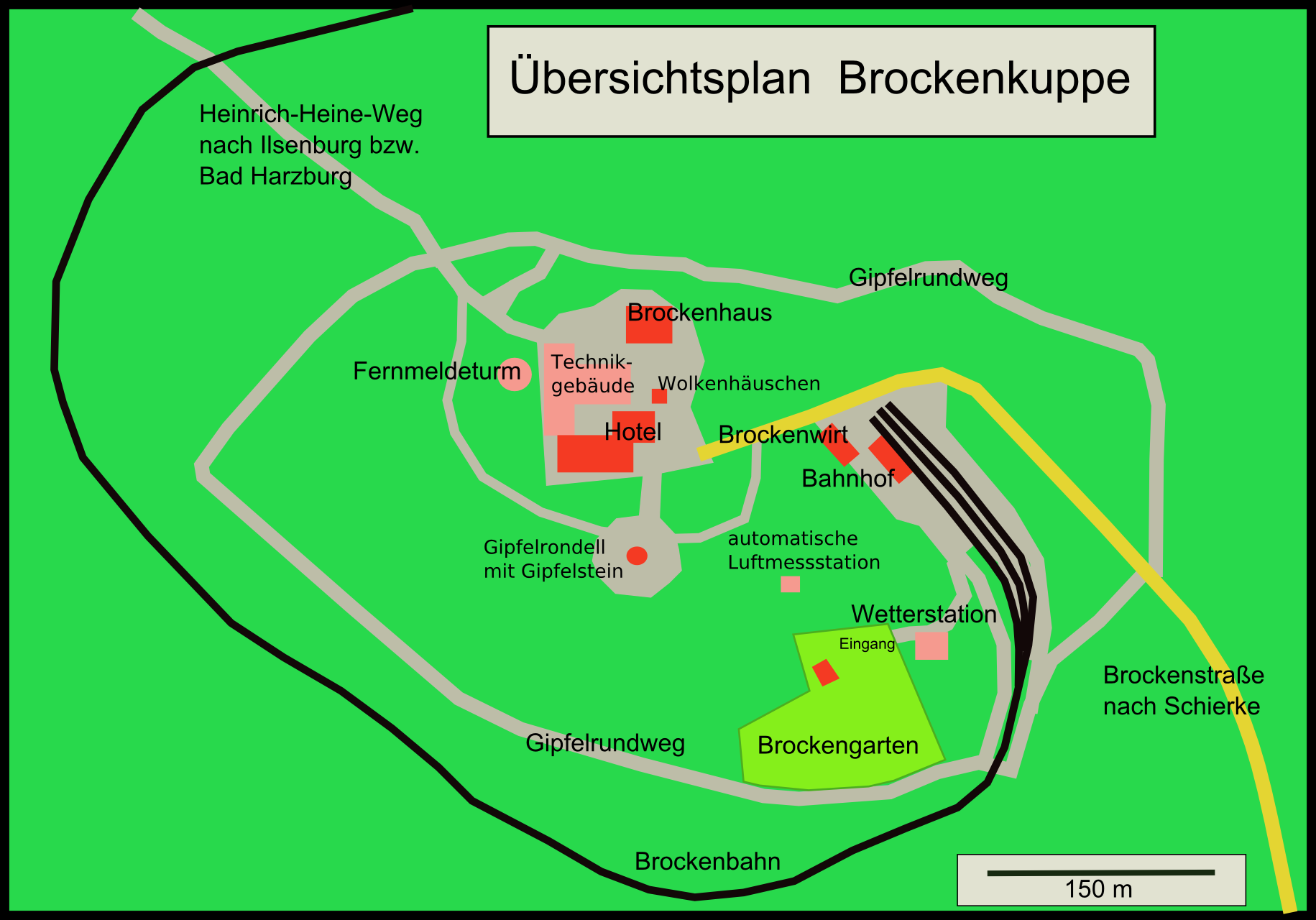
Lage des Brockengartens auf der Brockenkuppe

Heute besteht der Garten aus einem öffentlichen Schauteil und einem geschlossenen Versuchsbereich, in dem Untersuchungen zum Biotop- und Artenschutz durchgeführt werden. Darüber hinaus widmet sich der Garten der Renaturierung des Brockengipfels.
Der Brockengarten ist zwischen Mitte Mai und Mitte Oktober in Begleitung von Nationalparkmitarbeitern zu besichtigen. Die Besucherzahlen sind von den Witterungsbedingungen abhängig und schwanken daher um 6000 Besucher im Jahr. Im Jahr 2014 kamen 6480 Besucher.

## Aufgaben
Der Brockengarten dient der akademischen Lehre, der Forschung, dem Artenschutz, dem Schulunterricht und der öffentlichen Information, und damit den Aufgabenstellungen, die ihm schon von seinem Gründer, Albert Peter, zugewiesen wurden. Der Garten entwickelte sich erst allmählich vom Schau- und Versuchsgarten zum „Naturschutzgarten“.

## Klima
Die Jahresmitteltemperatur beläuft sich auf 2,9 °C (Ermittlungszeitraum 1960–1990), bei jahresdurchschnittlich 171 Frosttagen und 176 Tagen mit einer geschlossenen Schneedecke. Vollkommen frostfrei sind im langjährigen Mittel nur die Monate Juli und August. Es fallen 1.814 Liter Niederschlag pro Quadratmeter und Jahr bei einer jahresdurchschnittlichen Luftfeuchtigkeit von 88 Prozent und 306 Nebeltagen. Der Brockengipfel ist einer der windreichsten Orte Europas. Die höchste gemessene Windgeschwindigkeit betrug 263 km/h (1984). Der Brocken besitzt eine natürliche Waldgrenze.